# 154년

## 연호
- 후한(後漢) 영흥(永興) 2년

## 기년
- 후한(後漢) 환제(桓帝) 8년
- 신라(新羅) 일성 이사금(逸聖泥師今) 21년 / 아달라 이사금(阿達羅泥師今) 원년
- 고구려(高句麗) 차대왕(次大王) 9년
- 백제(百濟) 개루왕(蓋婁王) 27년

## 사건
- 신라, 음력 3월, 계원(繼元)을 이찬으로 삼고 군(軍)과 나라의 정사(政事)를 맡겼다.
- 음력 7월,  세상을 떠남.

## 사망
- 신라(新羅) 7대 국왕 일성 이사금(逸聖泥師今)

## 참고 문헌
- 김부식 (1145), 《삼국사기》 〈권2〉 아달라 이사금 조(條)